# 竹南蛇窯
竹南蛇窯位於臺灣苗栗縣竹南鎮，於民國九十一年（2002年）12月25日公告為苗栗縣歷史建築，該建築亦為臺灣歷史建築百景之一（92名）。該建築為來自臺中外埔大甲東的製陶師傅林添福帶著9名師傅與一頭牛花了九天才完工，當時長有23公尺，後來因故截短成17公尺長。

## 沿革
竹南蛇窯是林添福所成立的恆發陶瓷廠的窯爐，建於民國六十一年（1972年），主要生產傳統日用粗陶，在民國七十二年（1983年）時一度停火歇業，民國八十三年（1994年）臺灣省陶藝學會在此舉辦「重燃古窯柴燒」，苗栗柴燒創作風氣因而興起，蛇窯也重新運作並改為燒製陶藝作品。
該建築於民國九十三年（2004年）10月修復完工

## 建築
竹南蛇窯由窯頭的燃燒室、中段的窯室與尾段的煙囪所組成，窯頭處位置較低，煙囪處較高。由於竹南蛇窯不像一般蛇窯依山而建，故後段要墊高，而一般蛇窯斜度約有15度，竹南蛇窯只有10度。

## 窯主
創辦人-林添福、第二代窯主-林瑞華

## 窯的分類

### 古窯
寶瓶窯、包仔窯、圓窯、文化窯、跤趾窯

### 創作窯
化十窯、如意登窯、方華窯